# Amegilla andrewsi
Amegilla andrewsi es una especie de abeja excavadora perteneciente al género Amegilla, categorizada en la tribu Anthophorini, de la subfamilia Apinae. Fue descrita por el naturalista inglés Theodore Dru Alison Cockerell en 1910.
Mide 9-14 mm de longitud. Cuenta con bandas de color azul y negro y pelaje marrón anaranjado. Es reconocible por sus bandas azules.

## Distribución
Se distribuye por Asia, en Arabia Saudita, India, Tailandia, Filipinas, Brunéi, Indonesia y Singapur y Australia, en la isla Tromelin y.